# گناوکان
گناوکان، روستایی است از توابع شبانکاره در شهرستان دشتستان استان بوشهر ایران.

## جمعیت
این روستا در دهستان درواهی قرار داشته و براساس سرشماری سال ۱۳۸۵ جمعیت آن ۴۲ نفر (۱۵ خانوار) می‌باشد.